# Carles Ros Hebrera
Carles Ros Hebrera (Valencia, 1703 - 1773) fue un notario que se dedicó a defender y promover el valenciano, para facilitar su conocimiento práctico y profundo. Se considera uno de los precursores de la Renaixença literaria valenciana.

## Obras

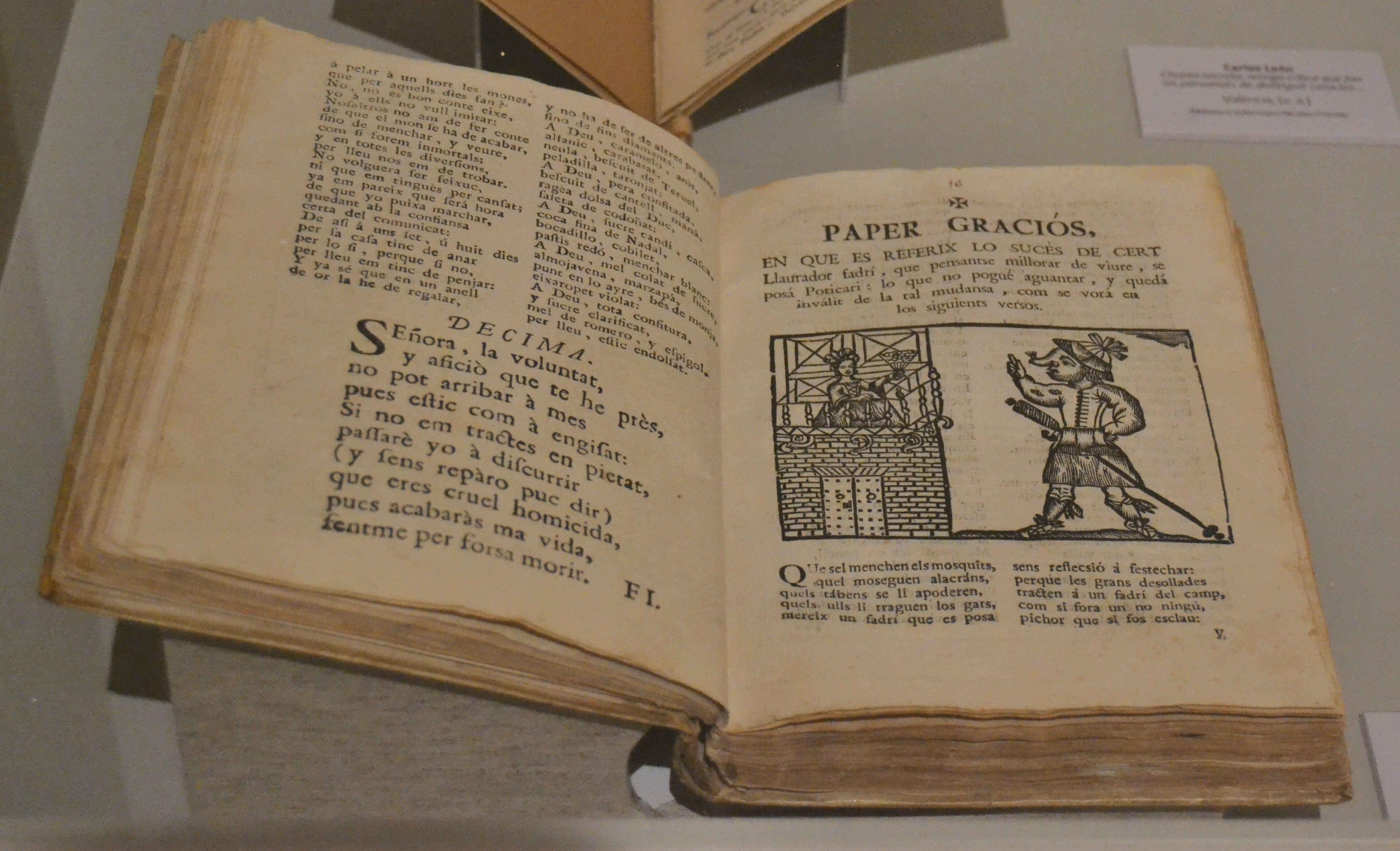
Papel gracioso de Carles Ros, Biblioteca Valenciana

La actividad lexicográfica que llevó a cabo Carles Ros fue la más importante que se impulsó en Valencia durante el siglo XVIII. Ante el desolador panorama sociopolítico del siglo, en el cual se produjo la supresión de los Fueros de Valencia, la promulgación de los Decretos de Nueva Planta en los territorios de la Corona de Aragón, y sobre todo, las prohibiciones de Carlos III, que incluían la supresión de la lengua valenciana de los centros de enseñanza, el autor llevó a cabo toda una tarea de elaboración de diccionarios y vocabularios dentro del interés cultural propio del siglo de la Ilustración.
Carles Ros, además de la tarea lexicográfica que llevó a cabo y que le motivó a publicar varios diccionarios, también fue autor de varios sonetos, romances, coloquios y gozos; de tratados de orientación de notarios, y fue editor del Libre de las dones e consells de Jacme Roig (1735) y de la Rondalla de rondalles de fray Lluís Galiana (1768). Ros también publicó obras en las que practicaba el culto del monosilabismo; compuso el Raro diccionario valenciano-castellano, único y singular, de voces monosílabas, el cual todavía está inédito en el Ayuntamiento de Valencia. 
Hay que destacar, en referencia al trabajo lexicográfico que llevó a cabo el autor, dos obras con ciertas características importantes. En primer lugar, el Breve diccionario valenciano-castellano, publicado en 1739 en la ciudad de Valencia; diccionario que recogía más de dos mil palabras raras y anticuadas, extraídas de fuentes como el vocabulario que Joan de Resa incluyó en la edición castellana de las Obras de Ausiàs March y la Taula de las palabras difíciles que acompaña la edición de 1557 de la Crònica de Jaime I, entre otros. Aun basándose en estas obras, cometió el grave error de asimilar como valencianas palabras de la germanía castellana o del árabe granadino que aparecían en los glosarios de los Orígenes de la lengua española (1737), de Gregori Mayans y Siscar.
Por otro lado, el Diccionario valenciano-castellano que publicó en 1764, mucho más extenso que el anterior, pero a la vez totalmente nuevo y diferente, representa un avance muy notable respecto al diccionario que ya hemos mencionado, puesto que además de recoger las palabras antiguas que a él le parecía que eran genuinas del valenciano, recogió también las palabras de la lengua contemporánea de la ciudad de Valencia. 
Carles Ros tuvo un gran éxito como escritor en valenciano vulgar, y sus romances y coloquios gozaron de gran difusión e incluso crearon escuela. Personalmente se sintió integrado en el estamento popular valenciano y rechazó las modas francesas que tanto seguían los nobles y burgueses más ricos. De hecho, fue pobre toda su vida, y a pesar de ello, se hizo editor.

## Obras publicadas
En castellano
- Epítome del origen y grandezas del idioma valenciano (1734)
- Cualidades y blasonas de la lengua valenciana (1752)
- Práctica de ortografía para los idiomas castellano y valenciano (1732)
- Breve diccionario valenciano castellano (1739)
- Diccionario valenciano castellano (1764)
- Formularios de escrituras públicas (1773)
- Cartilla real, theorica práctica, según leyes reales de Castilla, para escrivanos
- Corrección de vozes y phrases que el vulgo de Valencia, ùsa en su matèrno idioma
- La Procesión del Corpus de Valencia en el siglo XVIII
- Ràro diccionàrio valenciàno-castellano, ùnico, y singulàr, de vòzes monosylabas

En valenciano
- Tractat d'adagios i refrans (1733)
- Romance entretingut hont se reciten les fatigues y treballs que passen los casats curts de havèrs : declarant quant y a quina edat es poden casar los pobres, que per als richs tota hora és bona (1750)
- Rahonament y coloqui nou en lo qual un llaurador li declara son amor a una dama chispera, requebrantla per molts camins per veure si pot llograrla per dona y al mateix temps li proposa son saber, maña y habilitat / compost per un boticari de manegueta, barber de barber y doctor de secà
- Coloqui nou, curios, y entretengut, hon se referixen l'explicació de les Dances, Mysteris, Aguiles, y altres coses exquisites, tocants à la gran Festa del Corpus que es fa en Valencia (1772)

Atribuidas
- Tito Bufalampolla y Sento el formal, habent oït llegir el rahonament del Pardal Sisó y el Dragó del Colegi, determinà aquell anar a Sant Joan a fi de averiguar si el dit Sisó li respondrà à les preguntes que vol ferli, y en efecte dona conte de lo que sucseí quan tornà al puesto del campanile, y altres coses